# Ooctonus prometheus
Ooctonus prometheus är en stekelart som beskrevs av Girault 1915. Ooctonus prometheus ingår i släktet Ooctonus och familjen dvärgsteklar. Inga underarter finns listade i Catalogue of Life.